# 13824 Kramlik
13824 Kramlik eller 1999 VG86 är en asteroid i huvudbältet som upptäcktes den 5 november 1999 av LINEAR i Socorro County, New Mexico. Den är uppkallad efter Thomas Kramlik.